# Amara farcta
Amara farcta är en skalbaggsart som beskrevs av Leconte 1855. Amara farcta ingår i släktet Amara och familjen jordlöpare. Inga underarter finns listade i Catalogue of Life.